# Отворено првенство Словеније у тенису 2010.
Отворено првенство Словеније у тенису 2010. је шести тениски турнир који се игра у Порторожу у Словенији. Турнир је део ВТА Међународних турнира са наградним фондом од 220.000 долара. Одржан је у периоду 19.–25. јул 2010. године
Играо се на отвореним теренима Спортског центра у Порторожу са тврдом подлогом и учешћем 32 тенисерке из 16 земаља у појединачној конкреницији и 16 парова са тенисеркама из 20 земаља.

## Победнице

### Појединачно
Ана Чакветадзе  Русија — Јохана Ларсон  Шведска 6-1, 6-2 
- Ово је за Ану Чакветадзе била 8 ВТА титула у каријери.

### Парови
Марија Кондратјева  Русија, Владимира Ухлиржова  Чешка — Ана Чакветадзе  Русија, Марина Ераковић  Нови Зеланд 6-4, 2-6, 10-7 
- За Марију Кондратјеву ово је била прва ВТА титула у игри парова а Владимиру Ухлирову четврта у каријери.